# Оксид марганца(IV)
Окси́д ма́рганца(IV) (диокси́д марганца) {\displaystyle {\ce {MnO2}}} — порошок тёмно-коричневого цвета, нерастворимый в воде. Наиболее устойчивое соединение марганца, широко распространённое в земной коре (минерал пиролюзит).

## Химические свойства
При обычных условиях диоксид марганца ведет себя довольно инертно. При нагревании с кислотами проявляет окислительные свойства, например, окисляет концентрированную соляную кислоту до хлора:
{\displaystyle {\ce {4HCl + MnO2 -> MnCl2 + Cl2 ^ + 2H2O}}}.
С серной и азотной кислотами {\displaystyle {\ce {MnO2}}} разлагается с выделением кислорода:
{\displaystyle {\ce {2MnO2 + 2H2SO4 -> 2MnSO4 + O2 ^ + 2H2O}}}.
При взаимодействии с сильными окислителями диоксид марганца окисляется до соединений {\displaystyle {\ce {Mn^{+7}}}} и {\displaystyle {\ce {Mn^{+6}}}}:
{\displaystyle {\ce {3MnO2 + KClO3 + 6KOH -> 3K2MnO4 + KCl + 3H2O}}}.
Диоксид марганца проявляет амфотерные свойства. Так, в концентрированных сернокислых растворах образует сульфат марганца(IV):
{\displaystyle {\ce {MnO2 + 2H2SO4 -> Mn(SO4)2 + 2H2O}}}.
А при сплавлении с щелочами и основными оксидами MnO2 выступает в роли кислотного оксида, образуя соли — манганиты:
{\displaystyle {\ce {MnO2 + CaO -> CaMnO3}}}.
Является катализатором разложения пероксида водорода:
{\displaystyle {\ce {2H2O2 ->[{\ce {MnO2}}] 2H2O + O2 ^}}}.
При нагревании выше 530 °C разлагается:
{\displaystyle {\ce {4MnO2->[530^{\circ }{\text{C}}]2Mn2O3\ +O2}}}.

## Получение
В лабораторных условиях получают термическим разложением перманганата калия с образованием манганата калия и кислорода:
{\displaystyle {\ce {2KMnO4->[t] K2MnO4 \ + MnO2\ + O2 ^}}}.
Также можно получить реакцией перманганата калия с пероксидом водорода. На практике образовавшийся {\displaystyle {\ce {MnO2}}} каталитически разлагает пероксид водорода, вследствие чего реакция до конца не протекает:
{\displaystyle {\ce {2KMnO4 + H2O2 -> 2KOH + 2MnO2 + 2O2 ^}}}.
При температуре выше 100 °C восстановлением перманганата калия водородом:
{\displaystyle {\ce {2KMnO4 + 2H2 ->[t] K2MnO4 + MnO2 + 2H2O}}}.

## Структура
Известны несколько полиморфных модификаций диоксида марганца и его гидратированных форм. Диоксид марганца, как и многие другие диоксиды, имеет кристаллическую структуру рутила (пиролюзит, или {\displaystyle {\ce {\beta - MnO_2}}}), где атомы металла занимают центры октаэдров, а координационное число атомов кислорода равно трём. Для диоксида марганца характерен недостаток кислорода, его нестехиометричный состав достигается за счет вакансий в подрешетке кислорода.  У α-модификации диоксида марганца очень открытая структура, содержащая «каналы», в которых могут размещаться атомы некоторых металлов, например, серебра или бария. {\displaystyle {\ce {\alpha - MnO_2}}}, вслед за структурно родственным минералом, часто называют голландитом.

## Археология
- Красящие вещества, обнаруженные во время раскопок в пещере Ласко и образцы, взятые с некоторых наскальных изображений, соответствовали диоксиду марганца[1].
- Учёные определили, что кусочки чёрных камней из пещеры Пеш-де-Лазе на юге Франции, состоят из диоксида марганца. Возможно, неандертальцы использовали этот минерал в качестве окислителя и катализатора реакций окисления и горения[2].

## Применение
- Применяется для промышленного производства марганца;
- Деполяризатор в марганец-цинковых элементах питания;
- Компонент минеральных пигментов;
- Осветлитель стекла.